# Ronde van Catalonië 2007
De 87e editie van de Ronde van Catalonië (Catalaans: Volta a Catalunya) was een wielerwedstrijd die van 21 tot en met 27 mei 2007 gehouden werd in Catalonië (Spanje). Er namen 25 teams deel.

## Etappeoverzicht
| etappe | datum  | start         | finish         | afstand | winnaar          | klassementsleider |
| ------ | ------ | ------------- | -------------- | ------- | ---------------- | ----------------- |
| 1e     | 21 mei | Salou         | Salou          | 16 km   | Caisse d'Epargne | Vladimir Karpets  |
| 2e     | 22 mei | Salou         | Perafort       | 170 km  | Mark Cavendish   | Imanol Erviti     |
| 3e     | 23 mei | Perafort      | Tàrrega        | 182 km  | Allan Davis      | Imanol Erviti     |
| 4e     | 24 mei | Tàrrega       | Pal-Arinsal    | 203 km  | Óscar Sevilla    | Óscar Sevilla     |
| 5e     | 25 mei | Sornas        | Ordino-Arcalís | 17 km   | Denis Mensjov    | Vladimir Karpets  |
| 6e     | 26 mei | Llivia        | Lloret de Mar  | 177 km  | Mark Cavendish   | Vladimir Karpets  |
| 7e     | 27 mei | Lloret de Mar | Barcelona      | 119 km  | Samuel Sánchez   | Vladimir Karpets  |

## Etappe-uitslagen

### 1e etappe
De eerste etappe was een ploegentijdrit in en rond Salou.
| Uitslag etappe | Uitslag etappe    | Uitslag etappe | Uitslag etappe |
| rang           | renner            | land           | tijd           |
| -------------- | ----------------- | -------------- | -------------- |
| 1              | Caisse d'Epargne  | Spanje         | 16'54"         |
| 2              | Team CSC          | Denemarken     | op 16"         |
| 3              | Astana            | Zwitserland    | op 17"         |
| 4              | Cofidis           | Frankrijk      | op 23"         |
| 5              | Liquigas          | Italië         | op 26"         |
| 6              | Team Milram       | Italië         | op 29"         |
| 7              | Crédit Agricole   | Frankrijk      | op 30"         |
| 8              | Team Gerolsteiner | Duitsland      | op 31"         |
| 9              | Unibet.com        | Zweden         | op 32"         |
| 10             | Bouygues Télécom  | Frankrijk      | op 34"         |

| Algemeen klassement na 1e etappe | Algemeen klassement na 1e etappe | Algemeen klassement na 1e etappe | Algemeen klassement na 1e etappe |
| rang                             | renner                           | land                             | tijd                             |
| -------------------------------- | -------------------------------- | -------------------------------- | -------------------------------- |
| 1                                | Vladimir Karpets                 | Rusland                          | 16'54"                           |
| 2                                | Óscar Pereiro                    | Spanje                           | z.t.                             |
| 3                                | José Iván Gutiérrez              | Spanje                           | z.t.                             |
| 4                                | Florent Brard                    | Frankrijk                        | z.t.                             |
| 5                                | Nicolas Portal                   | Frankrijk                        | z.t.                             |
| 6                                | Imanol Erviti                    | Spanje                           | z.t.                             |
| 7                                | Christian Vande Velde            | Verenigde Staten                 | op 16"                           |
| 8                                | Stuart O'Grady                   | Australië                        | z.t.                             |
| 9                                | Nicki Sørensen                   | Denemarken                       | z.t.                             |
| 10                               | Íñigo Cuesta                     | Spanje                           | z.t.                             |

### 2e etappe
| Uitslag etappe | Uitslag etappe | Uitslag etappe      | Uitslag etappe |
| rang           | renner         | land                | tijd           |
| -------------- | -------------- | ------------------- | -------------- |
| 1              | Mark Cavendish | Verenigd Koninkrijk | 4u01'49"       |
| 2              | Aaron Kemps    | Australië           | z.t.           |
| 3              | Leonardo Duque | Colombia            | z.t.           |
| 4              | Baden Cooke    | Australië           | z.t.           |
| 5              | Samuel Sánchez | Spanje              | z.t.           |
| 6              | Daniel Moreno  | Spanje              | z.t.           |
| 7              | Bernhard Eisel | Australië           | z.t.           |
| 8              | William Bonnet | Frankrijk           | z.t.           |
| 9              | Allan Davis    | Australië           | z.t.           |
| 10             | Mikel Artetxe  | Spanje              | z.t.           |

| Algemeen klassement na 2e etappe | Algemeen klassement na 2e etappe | Algemeen klassement na 2e etappe | Algemeen klassement na 2e etappe |
| rang                             | renner                           | land                             | tijd                             |
| -------------------------------- | -------------------------------- | -------------------------------- | -------------------------------- |
| 1                                | Imanol Erviti                    | Spanje                           | 4u18'40"                         |
| 2                                | José Iván Gutiérrez              | Spanje                           | op 1"                            |
| 3                                | Vladimir Karpets                 | Rusland                          | z.t.                             |
| 4                                | Nicolas Portal                   | Frankrijk                        | z.t.                             |
| 5                                | Óscar Pereiro                    | Spanje                           | z.t.                             |
| 6                                | Florent Brard                    | Frankrijk                        | z.t.                             |
| 7                                | Nicki Sørensen                   | Denemarken                       | op 17"                           |
| 8                                | Stuart O'Grady                   | Australië                        | z.t.                             |
| 9                                | Christian Vande Velde            | Verenigde Staten                 | z.t.                             |
| 10                               | Íñigo Cuesta                     | Spanje                           | z.t.                             |

### 3e etappe
| Uitslag etappe | Uitslag etappe     | Uitslag etappe | Uitslag etappe |
| rang           | renner             | land           | tijd           |
| -------------- | ------------------ | -------------- | -------------- |
| 1              | Allan Davis        | Australië      | 4u29'26"       |
| 2              | Baden Cooke        | Australië      | z.t.           |
| 3              | Daniele Bennati    | Italië         | z.t.           |
| 4              | Bernhard Eisel     | Oostenrijk     | z.t.           |
| 5              | Carlo Scognamiglio | Italië         | z.t.           |
| 6              | Aaron Kemps        | Australië      | z.t.           |
| 7              | William Bonnet     | Frankrijk      | z.t.           |
| 8              | Stuart O'Grady     | Australië      | z.t.           |
| 9              | Volodymyr Djoedja  | Oekraïne       | z.t.           |
| 10             | Samuel Dumoulin    | Frankrijk      | z.t.           |

| Algemeen klassement na 3e etappe | Algemeen klassement na 3e etappe | Algemeen klassement na 3e etappe | Algemeen klassement na 3e etappe |
| rang                             | renner                           | land                             | tijd                             |
| -------------------------------- | -------------------------------- | -------------------------------- | -------------------------------- |
| 1                                | Imanol Erviti                    | Spanje                           | 8u48'06"                         |
| 2                                | José Iván Gutiérrez              | Spanje                           | op 1"                            |
| 3                                | Vladimir Karpets                 | Rusland                          | z.t.                             |
| 4                                | Nicolas Portal                   | Frankrijk                        | z.t.                             |
| 5                                | Óscar Pereiro                    | Spanje                           | z.t.                             |
| 6                                | Florent Brard                    | Frankrijk                        | z.t.                             |
| 7                                | Aaron Kemps                      | Australië                        | op 12"                           |
| 8                                | Stuart O'Grady                   | Australië                        | op 17"                           |
| 9                                | Nicki Sørensen                   | Denemarken                       | z.t.                             |
| 10                               | Christian Vande Velde            | Verenigde Staten                 | z.t.                             |

### 4e etappe
De vierde etappe was de koninginnenetappe en tevens de langste rit van de ronde. In totaal waren er 6 gecategoriseerde beklimmingen, waaronder de slotklim naar Vallnord.
| Uitslag etappe | Uitslag etappe    | Uitslag etappe | Uitslag etappe |
| rang           | renner            | land           | tijd           |
| -------------- | ----------------- | -------------- | -------------- |
| 1              | Óscar Sevilla     | Spanje         | 6u06'43"       |
| 2              | Michael Rogers    | Australië      | op 33"         |
| 3              | Christophe Moreau | Frankrijk      | z.t.           |
| 4              | Denis Mensjov     | Rusland        | op 36"         |
| 5              | Laurens ten Dam   | Nederland      | op 42"         |
| 6              | Francisco Mancebo | Spanje         | op 44"         |
| 7              | Johann Tschopp    | Zwitserland    | z.t.           |
| 8              | John Gadret       | Frankrijk      | op 59"         |
| 9              | Vladimir Karpets  | Rusland        | 1'03"          |
| 10             | Marcos Serrano    | Spanje         | 1'38"          |

| Algemeen klassement na 4e etappe | Algemeen klassement na 4e etappe | Algemeen klassement na 4e etappe | Algemeen klassement na 4e etappe |
| rang                             | renner                           | land                             | tijd                             |
| -------------------------------- | -------------------------------- | -------------------------------- | -------------------------------- |
| 1                                | Óscar Sevilla                    | Spanje                           | 14u55'22"                        |
| 2                                | Vladimir Karpets                 | Rusland                          | op 31"                           |
| 3                                | Michael Rogers                   | Australië                        | op 35"                           |
| 4                                | Laurens ten Dam                  | Nederland                        | op 42                            |
| 5                                | Johann Tschopp                   | Zwitserland                      | op 46"                           |
| 6                                | Christophe Moreau                | Frankrijk                        | op 49"                           |
| 7                                | Denis Mensjov                    | Rusland                          | op 51"                           |
| 8                                | Francisco Mancebo                | Spanje                           | op 53"                           |
| 9                                | John Gadret                      | Frankrijk                        | op 1'18"                         |
| 10                               | Marcos Serrano                   | Spanje                           | op 1'35"                         |

### 5e etappe
De vijfde etappe was een individuele klimtijdrit.
| Uitslag etappe | Uitslag etappe       | Uitslag etappe | Uitslag etappe |
| rang           | renner               | land           | tijd           |
| -------------- | -------------------- | -------------- | -------------- |
| 1              | Denis Mensjov        | Rusland        | 38'58"         |
| 2              | Vladimir Karpets     | Rusland        | op 4"          |
| 3              | Rémy Di Grégorio     | Frankrijk      | op 24"         |
| 4              | Aleksandr Vinokoerov | Kazachstan     | op 28"         |
| 5              | Michael Rogers       | Australië      | op 40"         |
| 6              | Thomas Lövkvist      | Zweden         | op 41"         |
| 7              | Dimitri Champion     | Frankrijk      | op 54"         |
| 8              | Juan José Cobo       | Spanje         | op 1'11"       |
| 9              | Pieter Weening       | Nederland      | op 1'16"       |
| 10             | Kim Kirchen          | Luxemburg      | op 1'19"       |

| Algemeen klassement na 5e etappe | Algemeen klassement na 5e etappe | Algemeen klassement na 5e etappe | Algemeen klassement na 5e etappe |
| rang                             | renner                           | land                             | tijd                             |
| -------------------------------- | -------------------------------- | -------------------------------- | -------------------------------- |
| 1                                | Vladimir Karpets                 | Rusland                          | 15u34'55"                        |
| 2                                | Denis Mensjov                    | Rusland                          | op 16"                           |
| 3                                | Michael Rogers                   | Australië                        | op 40"                           |
| 4                                | Óscar Sevilla                    | Spanje                           | op 1'06"                         |
| 5                                | Christophe Moreau                | Frankrijk                        | op 1'34"                         |
| 6                                | Francisco Mancebo                | Spanje                           | op 1'49"                         |
| 7                                | John Gadret                      | Frankrijk                        | op 2'19"                         |
| 8                                | Janez Brajkovič                  | Slovenië                         | op 2'28"                         |
| 9                                | Marcos Serrano                   | Spanje                           | op 2'29"                         |
| 10                               | Laurens ten Dam                  | Nederland                        | op 2'32"                         |

### 6e etappe
| Uitslag etappe | Uitslag etappe     | Uitslag etappe      | Uitslag etappe |
| rang           | renner             | land                | tijd           |
| -------------- | ------------------ | ------------------- | -------------- |
| 1              | Mark Cavendish     | Verenigd Koninkrijk | 3u59'55"       |
| 2              | Leonardo Duque     | Colombia            | z.t.           |
| 3              | Paolo Bossoni      | Italië              | z.t.           |
| 4              | Matteo Carrara     | Italië              | z.t.           |
| 5              | David de la Fuente | Spanje              | z.t.           |
| 6              | Jorge Luque        | Spanje              | z.t.           |
| 7              | Maksim Iglinski    | Kazachstan          | z.t.           |
| 8              | Mirko Celestino    | Italië              | z.t.           |
| 9              | Allan Davis        | Australië           | z.t.           |
| 10             | Pieter Mertens     | België              | z.t.           |

| Algemeen klassement na 6e etappe | Algemeen klassement na 6e etappe | Algemeen klassement na 6e etappe | Algemeen klassement na 6e etappe |
| rang                             | renner                           | land                             | tijd                             |
| -------------------------------- | -------------------------------- | -------------------------------- | -------------------------------- |
| 1                                | Vladimir Karpets                 | Rusland                          | 19u34'50"                        |
| 2                                | Michael Rogers                   | Australië                        | op 40"                           |
| 3                                | Denis Mensjov                    | Rusland                          | op 44"                           |
| 4                                | Christophe Moreau                | Frankrijk                        | op 1'34"                         |
| 5                                | Óscar Sevilla                    | Spanje                           | z.t.                             |
| 6                                | Francisco Mancebo                | Spanje                           | op 1'49"                         |
| 7                                | John Gadret                      | Frankrijk                        | op 2'19"                         |
| 8                                | Janez Brajkovič                  | Slovenië                         | op 2'28"                         |
| 9                                | Marcos Serrano                   | Spanje                           | op 2'29"                         |
| 10                               | Laurens ten Dam                  | Nederland                        | op 2'32"                         |

### 7e etappe
| Uitslag etappe | Uitslag etappe       | Uitslag etappe | Uitslag etappe |
| rang           | renner               | land           | tijd           |
| -------------- | -------------------- | -------------- | -------------- |
| 1              | Samuel Sánchez       | Spanje         | 2u46'06"       |
| 2              | Denis Mensjov        | Rusland        | op 5"          |
| 3              | Aleksandr Vinokoerov | Kazachstan     | op 9"          |
| 4              | John Gadret          | Frankrijk      | z.t.           |
| 5              | David de la Fuente   | Spanje         | z.t.           |
| 6              | Vladimir Karpets     | Rusland        | z.t.           |
| 7              | Michael Rogers       | Australië      | z.t.           |
| 8              | Matteo Carrara       | Italië         | z.t.           |
| 9              | Christophe Moreau    | Italië         | z.t.           |
| 10             | Óscar Sevilla        | Spanje         | z.t.           |

| Algemeen klassement na 7e etappe | Algemeen klassement na 7e etappe | Algemeen klassement na 7e etappe | Algemeen klassement na 7e etappe |
| rang                             | renner                           | land                             | tijd                             |
| -------------------------------- | -------------------------------- | -------------------------------- | -------------------------------- |
| 1                                | Vladimir Karpets                 | Rusland                          | 22u21'05"                        |
| 2                                | Michael Rogers                   | Australië                        | op 40"                           |
| 3                                | Denis Mensjov                    | Rusland                          | z.t.                             |
| 4                                | Christophe Moreau                | Frankrijk                        | op 1'34"                         |
| 5                                | Óscar Sevilla                    | Spanje                           | z.t.                             |
| 6                                | Francisco Mancebo                | Spanje                           | op 1'49"                         |
| 7                                | John Gadret                      | Frankrijk                        | op 2'19"                         |
| 8                                | Marcos Serrano                   | Spanje                           | op 2'39"                         |
| 9                                | Laurens ten Dam                  | Nederland                        | op 2'44"                         |
| 10                               | Janez Brajkovič                  | Slovenië                         | op 2'47"                         |

## Eindklassementen

### Algemeen klassement
| Plaats | Naam              | Ploeg             | Tijd      |
| ------ | ----------------- | ----------------- | --------- |
|        | Vladimir Karpets  | Caisse d'Epargne  | 22u21'05" |
| 2      | Michael Rogers    | Team T-Mobile     | + 40"     |
| 3      | Denis Mensjov     | Rabobank          | z.t.      |
| 4      | Christophe Moreau | AG2R Prévoyance   | +01' 34"  |
| 5      | Óscar Sevilla     | Relax-GAM         | z.t..     |
| 6      | Francisco Mancebo | Relax-GAM         | +01' 49"  |
| 7      | John Gadret       | AG2R Prévoyance   | +02' 19"  |
| 8      | Marcos Serrano    | Karpin-Galicia    | +02' 39"  |
| 9      | Laurens ten Dam   | Unibet.com        | +02' 44"  |
| 10     | Janez Brajkovič   | Discovery Channel | +02' 47"  |

### Bergklassement
| Plaats    | Naam            | Ploeg          | Punten |
| --------- | --------------- | -------------- | ------ |
| Rode trui | Luis Pasamontes | Unibet.com     | 84     |
| 2         | Denis Mensjov   | Rabobank       | 51     |
| 3         | Eladio Jiménez  | Karpin-Galicia | 43     |

### Puntenklassement
| Plaats     | Naam           | Ploeg         | Punten |
| ---------- | -------------- | ------------- | ------ |
| Witte trui | Denis Mensjov  | Rabobank      | 55     |
| 2          | Mark Cavendish | Team T-Mobile | 50     |
| 3          | Michael Rogers | Team T-Mobile | 41     |

### Sprintklassement
| Plaats      | Naam                    | Ploeg             | Punten |
| ----------- | ----------------------- | ----------------- | ------ |
| Blauwe trui | Victor Hugo Peña        | Unibet.com        | 9      |
| 2           | Francisco José Martínez | Andalucia-Cayasur | 7      |
| 3           | José Ruiz               | Andalucia-Cayasur | 6      |

### Ploegenklassement
| Plaats | Ploeg           | Tijd      |
| ------ | --------------- | --------- |
|        | Relax-GAM       | 67u10'29" |
| 2      | AG2R Prévoyance | + 1' 13"  |
| 3      | Unibet.com      | + 3' 07"  |

1911 · 1912 · 1913 · 1914-1919 · 1920 · 1921-1922 · 1923 · 1924 · 1925 · 1926 · 1927 · 1928 · 1929 · 1930 · 1931 · 1932 · 1933 · 1934 · 1935 · 1936 · 1937 · 1938 · 1939 · 1940 · 1941 · 1942 · 1943 · 1944 · 1945 · 1946 · 1947 · 1948 · 1949 · 1950 · 1951 · 1952 · 1953 · 1954 · 1955 · 1956 · 1957 · 1958 · 1959 · 1960 · 1961 · 1962 · 1963 · 1964 · 1965 · 1966 · 1967 · 1968 · 1969 · 1970 · 1971 · 1972 · 1973 · 1974 · 1975 · 1976 · 1977 · 1978 · 1979 · 1980 · 1981 · 1982 · 1983 · 1984 · 1985 · 1986 · 1987 · 1988 · 1989 · 1990 · 1991 · 1992 · 1993 · 1994 · 1995 · 1996 · 1997 · 1998 · 1999 · 2000 · 2001 · 2002 · 2003 · 2004 · 2005 · 2006 · 2007 · 2008 · 2009 · 2010 · 2011 · 2012 · 2013 · 2014 · 2015 · 2016 · 2017 · 2018 · 2019 · 2020 · 2021 · 2022 · 2023 · 2024
 Parijs-Nice · 
 Tirreno-Adriatico · 
 Milaan-San Remo · 
 Ronde van Vlaanderen · 
 Ronde van het Baskenland · 
 Gent-Wevelgem · 
 Parijs-Roubaix · 
 Amstel Gold Race · 
 Waalse Pijl · 
 Luik-Bastenaken-Luik · 
 Ronde van Romandië · 
 Ronde van Italië · 
 Ronde van Catalonië · 
 Critérium du Dauphiné Libéré · 
 Ronde van Zwitserland · 
 Ploegentijdrit Eindhoven · 
 Ronde van Frankrijk · 
 Clásica San Sebastián · 
 Ronde van Duitsland · 
 Vattenfall Cyclassics · 
  ENECO Tour · 
 GP Ouest France-Plouay · 
 Ronde van Spanje · 
 Ronde van Polen · 
 Kampioenschap van Zürich · 
 Parijs-Tours · 
 Ronde van Lombardije